# Eurylister laevidorsum
Eurylister laevidorsum är en skalbaggsart som först beskrevs av Lewis 1905.  Eurylister laevidorsum ingår i släktet Eurylister och familjen stumpbaggar. Inga underarter finns listade i Catalogue of Life.